# 东安县
东安县属永州市，位于湖南省西南部湘江上游、永州市西北部，东界永州市，南邻广西全州县，西接新宁县，北至邵阳县。是湖南通往广西、海南的重要门户。为永州市代管县。东安子鸡是其最出名的特产。区域总面积为2219平方公里，常住总人口49.04万人。县人民政府駐白牙市镇東安大道88號。

## 历史
西晋惠帝永熙元年（290）析零陵郡观阳县置应阳县，隶零陵郡。境域始建县，即东安县前身。《水经注》云：应阳县“盖既应水为名也”（《宋书·地理志》）。
南朝宋武帝永初元年（420），应阳县改应阳男国。
南朝陈宣帝太建五年（573），应阳改男国为子国。陈后主至德四年（586），应阳改为公国，仍属零陵郡。
隋文帝开皇九年（589），应阳县并处零陵县。
唐昭宗光化元年（898），马殷取永州，在原应阳境内立东安场。
五代时，境域属楚永州府零陵县地。
宋太宗雍熙元年（984），析零陵县地，升东安场置东安县，属永州零陵郡。境域复立县。
元世祖至元十四年（1277），改永州零陵郡为永州路，县属永州路。
明洪武元年（1368），属永州府。
清康熙三年（1664），隶属湖南省衡永郴道永州府。
民国3年（1914），属衡阳道。
民国29年（1940）至县境解放，属第七行政督察区。
1949年10月，属永州专区（后改零陵专区）。
1952年11月，属湘南行政区。
1954年7月，属衡阳专署。
1962年12月，属零陵专署。
1968年属零陵地区(后改永州市)至今。

## 地理
东安县位于湖南省西南部湘江上游，地处东经110°59′～110°34′，北纬26°7′～26°52′之间。东界永州市，南邻广西全州县，西接新宁 县，北至邵阳县。是湖南通往广西、海南的重要门户。湘桂铁路、洛湛铁路、207国道、S217省道、二广高速公路穿境而过，衡昆高速公路出口到县城仅27 公里，距桂林仅130公里。
东安境处南岭山地向湘中丘陵过渡带，为越城岭向零祁盆地过渡区。其地势西北高，东南低，西部及西北部为中山，东北部为中山、丘陵带，越城岭山脉逶迤延伸， 围成天然屏障；东南部及中部为岗地丘陵，彼起此伏，散布众多峡谷小盆地。境山川交错，河网密布，平原狭小；整个地质断裂岩溶发育，地貌类型多样。境内有湖 南名山——舜皇山，海拔1882．4米。
县境地处中亚热带季风湿润气候区，光照充足，雨量充沛，温暖湿润，四季分明，南北气候差异明显；春夏多雨，秋冬有干旱；年平均气温17．8℃，年降水量平 均在1180～1490毫米之间。境内有大小河流191条，其中5公里以上长度的大小河流有45条，总长1300公里，分属湘江、资江两大水系，以湘江为 主，主要河流有湘江、芦洪江、紫水河、石期河等。

## 行政区划
东安县下辖13个镇、2个乡：
白牙市镇、大庙口镇、紫溪市镇、横塘镇、石期市镇、井头圩镇、端桥铺镇、鹿马桥镇、芦洪市镇、新圩江镇、花桥镇、大盛镇、南桥镇、川岩乡、水岭乡和大庙口林场。

## 政治

### 现任领导
| 机构     | 东安县人民政府 县长 | · 中国共产党 · 东安县委员会 · 书记 | 东安县人民代表大会 常务委员会 主任 | · 中国人民政治协商会议 · 东安县委员会 · 主席 |
| -------- | ------------------- | ---------------------------------- | ---------------------------------- | -------------------------------------------- |
| 姓名     | 蒋华                | 唐何                               | 张波                               | 李劲涛                                       |
| 民族     | 瑶族                | 汉族                               | 汉族（女性）                       | 汉族                                         |
| 出生地   | 湖南省永州市道县    | 湖南省岳阳市华容县                 | 东安县                             |                                              |
| 出生日期 | 1980年10月（44歲）  | 1977年10月（47歲）                 | 1969年8月（55歲）                  |                                              |
| 就任日期 | 2021年7月           | 2021年7月                          | 2016年11月                         | 2021年10月                                   |

## 人口
2020年末，永州市第七次全国人口普查公报显示：东安县常住人口为490385人，男性人口占比51.63%，女性人口占比48.37%，年龄结构中0-14岁占比22.64%，15-59岁占比54.99%，60岁以上占比22.37%，65岁以上占比16.11%。
截止2018 年，年末全县户籍总户数221868户，户籍总人口646512人。全县常住人口57.85万人，其中城镇人口24.35万人、乡村人口33.5万人，常住人口城镇化率42.09%，比上年提高1.65个百分点。
其中男性人口339295人，女性人口307217人。全年共出生6302人，出生率为9.76‰；死亡人口2864人，死亡率为4.44‰；全年增加人口3438人，自然增长率为5.33‰。
东安县有蒙古族、回族、藏族、维吾尔族、苗族、彝族、壮族、布依族、朝鲜族、满族、侗族、瑶族、白族、土家族、哈尼族、傣族、黎族、畲族、高山族、水族、纳西族、土族、撒拉族、仡佬族、锡伯族、阿昌族、羌族、塔吉克族、京族等少数民族分布。

## 经济
2018年，全县实现地区生产总值1869071万元，按常住人口计算，人均地区生产总值32449元。全县三次产业结构由上年的18.5：35.5：46.0转变为17.3：35.2：47.5。第二产业增加值占地区生产总值的比重比上年提高1.44个百分点；工业增加值占地区生产总值的比重为27.75%，比上年下降0.57个百分点。第一、二、三产业对经济增长的贡献率分别为7.99%、37.76%和54.25%。
实现社会消费品零售总额685874.7万元，其中：城镇完成零售额521707.2万元；乡村完成零售额164167.5万元。按行业分，批发业31825.1万元；零售业590273.1万元；住宿业2249.3万元，增长27.7%；餐饮业61527.2万元，增长14.4%。      
全年接待入境游客527.93万人次，实现旅游综合收入43.75亿元。
全年完成财政总收入115553万，其中一般预算收入完成82687万元。一般预算收入中，税收收入51874万元；非税收入30813万元。全年一般预算支出333617万元。其中社会保障和就业支出53242万元；教育支出69522万元%；城乡社区支出27130万元；科学技术支出640万元。
全县城镇居民人均可支配收入29641元，同比增长9%；城镇居民人均消费支出22263元。农村居民人均可支配收入14667元，其中，工资性收入5676元，经营净收入4260元，财产净收入222元，转移净收入4510元；农民人均生活消费总支出11982元。

## 教育
全县拥有普通中小学校75所，其中，小学35所，普通中学34所，职业中学6所。幼儿园184所。普通中小学校共有教职工4673人，其中专任教师4442人。在专任教师中，普通中学1857人、职业中学183人、小学2402人。幼儿园共有教职工1735人。
全县有县级文化馆1个、乡镇文化馆（站）16个、县级图书馆1个、农村图书馆（室）493个，图书总藏量32038册。电视台1个、电视差转台2座，电视综合人口覆盖率为95%。全县有线电视用户23000户。

## 交通
- 207国道  217省道 过境。

## 特产
东安鸡、山口铺油豆腐、东安斗酒、魔芋豆腐